# Agrias didoti
Agrias didoti är en fjärilsart som beskrevs av Le Moult 1931. Agrias didoti ingår i släktet Agrias och familjen praktfjärilar. Inga underarter finns listade i Catalogue of Life.